# لويز هنريكي دي سوزا سانتوس
لويز هنريكي دي سوزا سانتوس (بالبرتغالية: Luiz Henrique de Souza Santos‏) هو لاعب كرة قدم برازيلي في مركز الدفاع، ولد في 23 سبتمبر 1982 في كامبو غراندي في البرازيل. لعب مع أنقرة غوجو وبوجاسبور وبولو سبور وسانتو أندريه ونادي قاسم باشا.

## وصلات خارجية
- لويز هنريكي دي سوزا سانتوس على موقع اتحاد تركيا (لاعب) (الإنجليزية)
- لويز هنريكي دي سوزا سانتوس على موقع قاعدة بيانات كرة القدم.إي يو (الإنجليزية)
- لويز هنريكي دي سوزا سانتوس على موقع عالم كرة القدم.نت (الإنجليزية)